# Chrysès fils d'Agamemnon
Pour les articles homonymes, voir Chrysès.
Dans la mythologie grecque, Chrysès est le fils d'Agamemnon et de Chryséis, petit-fils d'un autre Chrysès (prêtre d'Apollon et père de Chryséis). Il est lié à la légende des Atrides.
Lorsqu'Agamemnon rendit Chryséis – qu'il avait obtenue comme part de butin – à son père, elle était enceinte ; elle déclara à la naissance que son fils Chrysès était le fils d'Apollon lui-même. Plus tard, bien après la guerre de Troie, Oreste et Iphigénie, enfants d'Agamemnon, poursuivis par Thoas, roi de Tauride, auquel ils avaient volé la statue de la déesse Artémis, cherchèrent refuge auprès du prêtre Chrysès ; celui-ci voulut les livrer à Thoas. Chryséis avoua alors que son fils était le fils d'Agamemnon, et par conséquent le demi-frère d'Oreste et d'Iphigénie. Le prêtre leur accorda donc l'asile. Avec l'aide de Chrysès le jeune, ils tuèrent Thoas.

## Sources anciennes
- Hygin, Fables [détail des éditions] [(la) lire en ligne], CXXI.
- Chrysès est le titre d'une tragédie perdue de Sophocle.